# Перу на Светском првенству у атлетици у дворани 2016.
Перу је учествовао на 16. Светском првенству у атлетици у дворани 2016. одржаном у Портланду од 17. до 20. марта дванаести пут. Репрезентацију Перуа представљао је један такмичар који се такмичио у трци на 60 метара.,
На овом првенству такмичар Перуа није освојио ниједну медаљу нити је остварио неки резултат.

## Учесници
Мушкарци:
- Анди Мартинез — 60 м

## Резултати

### Мушкарци
| Атлетичар     | Дисциплина | Лични рекорд | Квалификације | Квалификације | Полуфинале           | Полуфинале           | Финале               | Финале       | Детаљи |
| Атлетичар     | Дисциплина | Лични рекорд | Резултат      | Место         | Резултат             | Место                | Резултат             | Место        | Детаљи |
| ------------- | ---------- | ------------ | ------------- | ------------- | -------------------- | -------------------- | -------------------- | ------------ | ------ |
| Анди Мартинез | 60 м       |              | 6,84 ЛР       | 5. у гр. 3    | Није се квалификовао | Није се квалификовао | Није се квалификовао | 41 / 53 (56) |        |